# The Politics of Ecstasy
The Politics of Ecstasy ist das zweite Studioalbum der US-amerikanischen Progressive-Thrash-Metal-Band Nevermore. Es wurde am 5. November 1996 durch Century Media veröffentlicht.

## Entstehung und Stil
The Politics of Ecstasy wurde mit Neil Kernon in Tornillo, nahe El Paso, Texas aufgenommen, im Studio Village Productions, ein Hazienda-ähnliches Gebäude in der Wüste. Der Albumtitel stammt von Timothy Learys gleichnamigem Buch. Dort ist das erste Kapitel The Seven Tongues of God benannt; dies ist auch der Titel des ersten Songs auf dem Album. Beim Song Next in Line wurde ein Sample aus Jacob’s Ladder – In der Gewalt des Jenseits von Adrian Lyne aus dem Jahr 1990 verwendet. Das Album wurde als „nicht ganz so eingängig“ wie das erste Album und die EP In Memory beschrieben. Inhaltlich wurde es zwar „Konzeptalbum“ genannt, doch das Konzept, „die Einschränkung der persönlichen Freiheiten, die Politiker gegenüber ihrem Volk mehr und mehr vornehmen“, sei nur als „roter Faden“ zu sehen, der „die Songs locker miteinander verbindet“.

## Rezeption
Götz Kühnemund schrieb im Magazin Rock Hard: „Doch was beim ersten Durchlauf etwas sperriger und komplizierter als erwartet klingt, entpuppt sich nach kurzer Gewöhnungsphase als technisch höchst anspruchsvolles Konzeptalbum, das musikalisch bewußt komplex gehalten wurde.“ „Die Gitarren liefern sich beeindruckende Duelle, die Rhythmsection reiht ein Hammerbreak ans andere, und Sänger Warrel Dane brilliert wie gewohnt in allen erdenklichen Stimmlagen.“ Die Bewertung lag bei neun von zehn.

## Titelliste
Alle Songs wurden von Nevermore geschrieben außer das Instrumental Precognition nur von Jeff Loomis.
| Nr. | Titel                                                   | Länge |
| --- | ------------------------------------------------------- | ----- |
| 1.  | The Seven Tongues of God                                | 5:59  |
| 2.  | This Sacrament                                          | 5:10  |
| 3.  | Next in Line                                            | 5:34  |
| 4.  | Passenger                                               | 5:26  |
| 5.  | The Politics of Ecstasy                                 | 7:57  |
| 6.  | Lost                                                    | 4:15  |
| 7.  | The Tiananmen Man                                       | 5:25  |
| 8.  | Precognition                                            | 1:37  |
| 9.  | 42147                                                   | 4:59  |
| 10. | The Learning (9:43 auf der Wiederveröffentlichung 2006) | 16:01 |

Wiederveröffentlichung 2006
| Nr. | Titel                           | Autor(en)                               | Länge |
| --- | ------------------------------- | --------------------------------------- | ----- |
| 11. | Love Bites (Judas-Priest-Cover) | Rob Halford, K.K. Downing, Glenn Tipton | 11:40 |

Ein Hidden track (1:19) folgt nach The Learning (Love Bites auf der Wiederveröffentlichung 2006) nach fünf Minuten Stille.